# Robert III Stewart

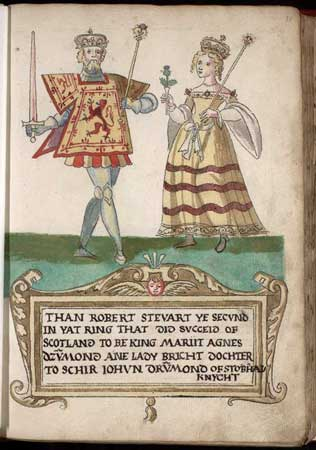
Robert III i Anabella Drummond

Robert III Stewart (ur. ok. 1337/1340, zm. 4 kwietnia 1406) – król Szkocji w latach 1390–1406 z dynastii Stuartów.

## Życiorys
Był najstarszym synem i następcą Roberta II (założyciela dynastii Stuartów – od XVI w. piszących się z francuska Stuartowie) i jego pierwszej żony Elżbiety Mure, córki sir Adama Mure'a of Rowallan (Ayrshire) z jego małżeństwa z Joanną Cunningham lub z Janet Mure. Robert został uznany za prawowitego syna po drugim ślubie rodziców w 1349 – ich pierwsze małżeństwo z 1336 nie zostało wtedy uznane za formalne. Na chrzcie otrzymał imię Jan, które zmienił po wstąpieniu na tron.
Jego żoną została w 1366 lub 1367 Annabella, córka sir Jana Drummonda ze Stobhall i Marii, córki sir Wilhelma Montifex. Urodziła się ok. 1350 i została koronowana razem ze swoim mężem na królową-małżonkę. Zmarła ok. listopada 1401 w pałacu w Scone i została pochowana w opactwie w Dunfermline (Fife).
22 czerwca 1368 Robert został mianowany earlem Carrick, zaś od 17 listopada prawdopodobnie 1379 był (okazjonalnie) tytułowany earlem Atholl. Po śmierci ojca 19 kwietnia 1390 wstąpił na szkocki tron jako Robert III i 14 sierpnia tego samego roku został koronowany w opactwie Scone (Pertshire). Był władcą nieporadnym, pozwalał, by rządy w państwie sprawował jego brat Robert Stewart, książę Albany.
Zmarł w zamku Dundonald (Ayrshire) i spoczął w opactwie w Paisley (Renfrewshire). Podobno umarł z żalu po uwięzieniu jego młodszego syna Jakuba, późniejszego króla Szkocji, przez Henryka IV, króla Anglii.

## Potomstwo Roberta i Annabelli
- Dawid (ur. 1378, zm. 1402) – książę Rothesay, od 1399 mąż Marjorie (zm. 1421), córki Archibalda Douglasa, 3. earla Douglas (bezdzietni);
- Jakub I;
- Robert (zm. młodo);
- Małgorzata – zwana Lady of Galloway (zm. 1449/1456), żona Archibalda Douglasa, 4. earla Douglas (ur. 1370?, zm. 1424), z którym miała czworo dzieci;
- Maria lub Mariot (zm. ok. 1458), żona kolejno: Jerzego Douglasa, 13. earla Angus (zm. 1402/1405; po nich dzieci), sir Jakuba Kennedy'ego of Dunure (zm. 1408; po nich dzieci), od 1413 Wilhelma, 1. lorda Graham of Kincardine (zm. 1424; po nich dzieci), od 1425 sir Wilhelma Edmonstona of Duntreath (dzieci);
- Egidia (zm. niezamężnie);
- Elżbieta (zm. przed 1411), żona sir Jakuba Douglasa, 1. lorda Dalkeith (zm. 1441; po nich dzieci)